# 理子女王
理子女王（まさこじょおう、元禄4年8月18日（1691年9月10日） - 宝永7年6月4日（1710年6月30日））は、江戸時代中期の女性。伏見宮貞致親王の娘で、後に江戸幕府第8代将軍となった徳川吉宗が紀州藩第5代藩主だった頃の御簾中（正室）。
紀州藩第2代藩主・徳川光貞の御簾中・照子女王は伯母、第4代将軍・徳川家綱の御台所・顕子女王は叔母、第9代将軍・徳川家重の将軍世子時代の御簾中・増子女王は姪に当たる。幼称は真宮（さなのみや）。院号は寛徳院（かんとくいん）。

## 生涯
伏見宮貞致親王の娘として京都で生まれた。宝永3年（1706年）に当時紀州藩主であった吉宗と縁組。同年3月11日に京都を発って江戸へ下り、27日に紀州藩邸・赤坂御殿へ入った。9月25日に縁組が公表され、11月1日に婚礼、同4年（1707年）9月22日に住居を御殿の奥に移した。
同6年（1709年）6月2日に袖留にし、懐妊のため翌7年（1710年）1月15日に着帯した。しかし5月27日に死産となり、産後の肥立ちが悪く、6月4日に死去。戒名は寛徳院玄真日中大姉。墓所は報恩寺と池上本門寺にある。以後吉宗は二度と正室を迎えることはなかった。

## 関連作品
- 大奥（1968年・関西テレビ 演：吉行和子） ※役名は理子の方
- 男は度胸（1970年・NHK 演：樫山文枝）
- 八代将軍吉宗（1995年・NHK大河ドラマ 演：山崎直子）
- 徳川風雲録 八代将軍吉宗（2008年・テレビ東京 演：木内晶子）